# Novae Plantarum Species
Novae Plantarum Species (abreviado Nov. Pl. Sp.) es un libro con descripciones botánicas que fue escrito por Albrecht Wilhelm Roth y publicado en el año 1821 con el nombre de Novae plantarum species praesertim Indiae orientali, un texto sobre la flora de India. Esta  obra se basó largamente en los especímenes botánicos recolectados por el misionero moravo Benjamin Heyne (1770-1819).